# Битка за Добој (1994)
Битка за Добој (1994) је био други покушај од стране АРБиХ да заузме Добој. Током 1994. године, АРБиХ јединице су побољшале своју оперативну способност и борбену готовост, нарочито у зонама одговорности 2. и 3. корпуса. Напади на град су изведени у октобру и новембру, али је ВРС успјела да одбрани град.

## Претходница
Претходницу офанзиве на град је чинио напад на село Скиповац, на планини Требави, током октобра. Муслиманске снаге делимично успевају да потисну српске борце код Скиповца, али не успевају да дубље напредују преко Требаве. Пре тога, у августу су заузели врх Вис. Ипак, померање српске линије одбране на Требави је представљало добру почетну позицију за напад на сам град.
Охрабрени успехом, муслимани су у октобру предузели озбиљнију операцију, чији је циљ био Добој, планински ланац Требава (северно од Виса), са којег је команда АРБиХ планирала напад на Модричу, те посавски коридор северно од Градачца.
За напредовање на Добој, ангажоване су 109., 242. и 251. бригада АРБиХ док је 212. бригада предводила напад на место Скиповац (Требава), те 107-ма ојачана са 241. бригадом (у рејону Градачца). Са овим снагама муслиманска офанзива је отпочела 15. октобра нападом на положаје 1. Требавске бригаде северно од Виса. Муслимани су заузели 20 км територије пре него што је њихово напредовање заустављено на обронцима Требаве.

## Битка за град
Ова битка је била покушај 2. корпус АРБиХ да груписањем снага на Гавриће и Свјетличу изврши пробој линије одбране јединица ВРС и настави операције према Добоју. Напад је извршен у раним јутарњим часовима 22. октобра 1994. Напад је кренуо из правца Грачанице и Тешња. АРБиХ је током напада покушао да изазове додатну панику и деморалише одбрану преко радија саопштавајући да су поједине јединице већ у самом граду и наводећи имена улица у којима се наводно налазе. Нападу су успешно одолеле Добојска и 4. лака бањалучка бригада и извиђачи Оперативне групе "Добој". Дејство тенкова 2. оклопне бригаде додатно је оснажило одбрану. Борбе су трајале недељу дана, али муслиманске снаге нису успеле да пробију одбрану ВРС. Током 8-10. новембра извршени су нови покушаји, који су такође одбијени. Град Добој је остао чврсто у српским рукама. Ово је био један од најјачих напада које је према Добоју усмјерила АРБиХ. Добојска бригада је имала петорицу погинулих, а међу њима је био и потпоручник Зоран Бошњак. Укупни губици ВРС у овој бици били су 9 погинулих и 18 рањених бораца. У Горњој Костајници подигнуто је спомен-обиљежје.